# Zyprischer Fußballpokal 1980/81
Der Zyprische Fußballpokal 1980/81 war die 39. Austragung des zyprischen Pokalwettbewerbs. Er wurde vom zyprischen Fußballverband ausgetragen. Die Wiederholung des Finales fand am 27. Juni 1981 im Tsirio-Stadion von Limassol statt.
Pokalsieger wurde Titelverteidiger Omonia Nikosia. Das Team setzte sich in zwei Finalspielen gegen Alki Larnaka durch. Im ersten Endspiel konnte nach dem 1:1 kein Sieger ermittelt werden. Da Omonia auch die Meisterschaft gewann, qualifizierte sich der unterlegene Pokalfinalist für den Europapokal der Pokalsieger 1981/82.
Alle Begegnungen wurden in einem Spiel ausgetragen. Bei unentschiedenem Ausgang wurde das Spiel um zweimal 15 Minuten verlängert. Stand danach kein Sieger fest, folgte ein Wiederholungsspiel auf des Gegners Platz. Endete auch dies unentschieden, gab es eine Verlängerung und gegebenenfalls ein Elfmeterschießen.

## Teilnehmer
| First Division (14) | First Division (14) | Second Division (14) | Second Division (14) | Third Division (13) | Third Division (13) |
| --- | --- | --- | --- | --- | --- |
| - Alki Larnaka - AEL Limassol - Anorthosis Famagusta - APOEL Nikosia - Apollon Limassol - Aris Limassol - Enosis Neon Paralimni | - EPA Larnaka - Keravnos Strovolou - Nea Salamis Famagusta - Olympiakos Nikosia - Omonia Aradippou - Omonia Nikosia - Pezoporikos Larnaka | - Adonis Idaliou - AEM Morphou - Akritas Chlorakas - APOP Paphos - Chalkanoras Idaliou - Digenis Akritas Morphou - Ermis Aradippou | - Ethnikos Achnas - Evagoras Paphos - Iraklis Gerolakkou - Neos Aionas Trikomou - Orfeas Nikosia - Othellos Athienou - PAEEK Kyrenia | - AEK Kythreas - Anagennisi Deryneia - Apollon Lympion - ASIL Lysi - Digenis Akritas Ypsona - Doxa Katokopia - ENAD Ayiou Dometiou | - Enosis Neon THOI Lakatamia - Ethnikos Assia - Faros Akropolis - Kentro Neotitas Maroniton - Olimpiada Neapolis - Poseidon Larnaka |

## Vorrunde
In dieser Runde traten alle 13 Teams der Third Division und 5 Teams der Second Division an. Die Spiele fanden am 20. Dezember 1980 statt.
|                           | Ergebnis  |                            |
| ------------------------- | --------- | -------------------------- |
| Adonis Idaliou            | 3:2       | Neos Aionas Trikomou       |
| Ethnikos Assia            | 0:1       | Anagennisi Deryneia        |
| Iraklis Gerolakkou        | 2:1       | ENAD Ayiou Dometiou        |
| Kentro Neotitas Maroniton | 0:2       | Digenis Akritas Ypsona     |
| AEK Kythreas              | 2:1 n. V. | Olimpiada Neapolis         |
| Othellos Athienou         | 0:1       | ASIL Lysi                  |
| PAEEK Kyrenia             | 2:2 n. V. | Doxa Katokopia             |
| Poseidon Larnaka          | 2:3       | Apollon Lympion            |
| Faros Akropolis           | 1:1 n. V. | Enosis Neon THOI Lakatamia |

### Wiederholungsspiele
|                            | Ergebnis |                 |
| -------------------------- | -------- | --------------- |
| Doxa Katokopia             | 0:2      | PAEEK Kyrenia   |
| Enosis Neon THOI Lakatamia | 1:0      | Faros Akropolis |

## 1. Runde
Alle 14 Vereine der First Division und 9 weitere Vereine der Second Division stiegen in dieser Runde ein.
|                            | Ergebnis  |                         |
| -------------------------- | --------- | ----------------------- |
| AEL Limassol               | 6:0       | ASIL Lysi               |
| AEM Morphou                | 0:2       | APOP Paphos             |
| Alki Larnaka               | 3:1       | Omonia Aradippou        |
| APOEL Nikosia              | 1:2       | Omonia Nikosia          |
| Apollon Limassol           | 3:2       | Ethnikos Achnas         |
| Aris Limassol              | 4:0       | PAEEK Kyrenia           |
| Anagennisi Deryneia        | 2:1       | Iraklis Gerolakkou      |
| EPA Larnaka                | 0:0 n. V. | Adonis Idaliou          |
| Evagoras Paphos            | 1:0       | Keravnos Strovolou      |
| Enosis Neon THOI Lakatamia | 1:2 n. V. | Chalkanoras Idaliou     |
| AEK Kythreas               | 1:4       | Pezoporikos Larnaka     |
| Olympiakos Nikosia         | 1:2       | Anorthosis Famagusta    |
| Orfeas Nikosia             | 1:0       | Akritas Chlorakas       |
| Enosis Neon Paralimni      | 3:1       | Ermis Aradippou         |
| Nea Salamis Famagusta      | 4:0       | Apollon Lympion         |
| Digenis Akritas Ypsona     | 3:2       | Digenis Akritas Morphou |

### Wiederholungsspiel
|                | Ergebnis |             |
| -------------- | -------- | ----------- |
| Adonis Idaliou | 0:5      | EPA Larnaka |

## 2. Runde
|                        | Ergebnis |                       |
| ---------------------- | -------- | --------------------- |
| AEL Limassol           | 1:2      | Chalkanoras Idaliou   |
| Alki Larnaka           | 0:1      | EPA Larnaka           |
| Anorthosis Famagusta   | 1:4      | Pezoporikos Larnaka   |
| Apollon Limassol       | 2:1      | Evagoras Paphos       |
| Omonia Nikosia         | 7:1      | Anagennisi Deryneia   |
| Orfeas Nikosia         | 2:5      | Nea Salamis Famagusta |
| Enosis Neon Paralimni  | 1:0      | APOP Paphos           |
| Digenis Akritas Ypsona | 2:6      | Aris Limassol         |

## Viertelfinale
|                       | Ergebnis |                       |
| --------------------- | -------- | --------------------- |
| EPA Larnaka           | 0:2      | Apollon Limassol      |
| Omonia Nikosia        | 4:0      | Aris Limassol         |
| Nea Salamis Famagusta | 0:1      | Enosis Neon Paralimni |
| Chalkanoras Idaliou   | 1:5      | Pezoporikos Larnaka   |

## Halbfinale
|                       | Ergebnis  |                     |
| --------------------- | --------- | ------------------- |
| Omonia Nikosia        | 1:0       | Pezoporikos Larnaka |
| Enosis Neon Paralimni | 1:1 n. V. | Apollon Limassol    |

### Wiederholungsspiel
|                  | Ergebnis |                       |
| ---------------- | -------- | --------------------- |
| Apollon Limassol | 0:1      | Enosis Neon Paralimni |

## Finale
| Paarung  | Omonia Nikosia – Enosis Neon Paralimni                   |
| Ergebnis | 1:1 n. V. (0:0, 0:0)                                     |
| Datum    | 20. Juni 1981                                            |
| Stadion  | Tsirio-Stadion, Limassol                                 |
| Tore     | 1:0 Sotiris Kaiafas (97.) 1:1 Kostakis Tsierkezos (119.) |

### Wiederholungsspiel
| Paarung  | Omonia Nikosia – Enosis Neon Paralimni                                     |
| Ergebnis | 3:0 (1:0)                                                                  |
| Datum    | 27. Juni 1981                                                              |
| Stadion  | Tsirio-Stadion, Limassol                                                   |
| Tore     | 1:0 Andreas Kanaris (15.) 2:0 Takis Mavris (55.) 3:0 Sotiris Kaiafas (74.) |